# Вандалско краљевство
Вандалско краљевство је била држава која је постојала од 429. до 534. на подручју северне Африке и западног Медитерана, а коју су основали и њоме владали Вандали, германски народ који је за време Велике сеобе народа продро на подручје тадашњег Западног римског црства. Вандали су под вођством краља Гејсериха године 429. дошли у тадашњу провинцију Африку на позив локалног гувернера као федерати, однсоно најамници, али су се одметнули од Рима и године 439. заузели Картагину учинивши је престолницом своје државе. Брзо су стекли поморске вештине те их искористили како би заузели Сицилију, Сардинију, Корзику и Балеаре те извели пљачкашки поход на Рим који је значајно допринео пропасти Западног царства. Вандалска је држава захваљујући богатим ресурсима и сигурности од супарничких германских народа на северним обалама Медитерана била једна од најмоћнијих у касној антици. Њену унутрашњу стабилност су, поготово, од смрти краља Гејсериха, нагризале верске разлике између вандалских властодржаца који су били аријанци и домородачког становништва које је исповедало „правоверно“ никејско хришћанство. Године 533. је то искористио источноримски цар Јустинијан и покренуо поход против Вандала који је довео до брзе пропасти њихове државе.